# Seznam děkanů Katolické teologické fakulty Univerzity Karlovy
Seznam děkanů Katolické teologické fakulty Univerzity Karlovy zachycuje seznam osob stojící v čele Katolické teologické fakulty Univerzity Karlovy od jejího kanonického zřízení 26. ledna 1347 papežem Klementem VI. a ustavení 7. dubna 1348 římským a českým králem Karlem IV.
- 1803–1804 Xaver Antonín Falk
- 1807–1815 Joachim Cron
- –1822? Aleš Vincenc Pařízek
- 1839–1848 Josef Heller
- kolem r. 1851 Fabián[1]
- 1907–1908, 1911–1912 a 1919–1920 Alois Soldát
- 1936–1937 Jaroslav Beneš
- 1937–1939 Josef Heger
- 1939–1945 uzavření českých vysokých škol
- 1948–1949 Jaroslav Beneš
- 1949–1950 Jan Kapistrán Vyskočil OFM

## Děkani Cyrilometodějské teologické fakulty v Litoměřicích (1950-1989)
- 1950–1952 prof. ThDr. Vojtěch Šanda
- 1953–1954 prof. ThDr. Josef Hronek
- 1954–1974 prof. ThDr. Jan Merell
- 1974–1978 prof. ThDr. PaedDr. Ladislav Pokorný
- 1978–1989 prof. ThDr. František Vymětal

## Děkani Katolické teologické fakulty Univerzity Karlovy po roce 1990
- 1990–1997 Prof. ThDr. Václav Wolf
- 1997–2002 Prof. Jaroslav V. Polc
- 2003–2010 Prof. PhDr. Ludvík Armbruster
- 2010–2018 ThLic. Prokop Brož, Th.D.
- 2018-2024 Prof. PhLic. Vojtěch Novotný, Th.D.
- 2024-2025 doc. ThLic.Jaroslav Brož Th.D. SSL
- 2025- Mgr. Michaela Falátková, Ph.D. - pověřena funkcí děkana[2]